# Base militaire de Lavarack

La base militaire de Lavarack est une importante base de l'armée de terre australienne située à Townsville, au Queensland. La base abrite actuellement les 3e et 11e brigades. 
Elle doit son nom au lieutenant-général Sir John Lavarack, un officier de l'armée australienne pendant les deux guerres mondiales qui fut gouverneur du Queensland de 1946 à 1957. 